# Dançando Lambada
Dançando Lambada – singel francuskiej grupy muzycznej Kaoma, wydany w 1989 roku i promujący album Worldbeat.

## Listy przebojów
| Kraj              | Lista (1989/1990)    | Pozycja |
| ----------------- | -------------------- | ------- |
| Szwajcaria        | Schweizer Hitparade  | 6       |
| Niemcy            | Media Control Charts | 18      |
| Austria           | Ö3 Austria Top 40    | 17      |
| Holandia          | Single Top 100       | 5       |
| Francja           | SNEP                 | 4       |
| Wielka Brytania   | UK Singles Chart     | 62      |
| Stany Zjednoczone | Hot Latin Tracks     | 3       |

## Lista utworów
| Singiel CD 1. „Dançando Lambada” (wersja z singla) – 3:48 2. „Dançando Lambada” (wersja maksi) – 4:44 3. „Lamba Caribe” – 3:36 Singiel 7" 1. „Dançando Lambada” – 3:48 2. „Lamba caribe” – 3:35 Singiel 12" (maksi) 1. „Dançando Lambada” – 4:45 2. „Lamba caribe” – 5:29 | Singiel 12" (maksi) 1. „Dancando Lambada” (wersja z albumu) – 4:44 2. „Lambada” (dub mix) – 4:25 3. „Lamba Caribe” (wersja wydłużona) – 5:29 CD maxi 1. „Dancando Lambada” (wersja z singla) – 3:50 2. „Dancando Lambada” (wersja maksi) – 4:46 3. „Lamba Caribe” (wersja wydłużona) – 5:31 4. „Lambada” (dub mix) – 4:28 |

## Certyfikaty
- Francja - srebro za sprzedaż 200 000 egzemplarzy[8]